# Le Vœu du vaquero
Pour les articles homonymes, voir Vaquero (homonymie).
Le Vœu du vaquero (titre original : The Vaquero's Vow) est un film muet américain réalisé par D. W. Griffith, sorti en 1908.

## Synopsis
Un musicien sauve une femme des griffes d'un vaquero qui la maltraitait et n'en voulait qu'à l'argent du père de celle-ci.

## Fiche technique
- Titre : Le Vœu du vaquero
- Titre original : The Vaquero's Vow
- Réalisation et scénario : D. W. Griffith
- Société de production et de distribution : American Mutoscope and Biograph Company[2]
- Photographie : G. W. Bitzer
- Pays de production :  États-Unis
- Format[3] : Noir et blanc - Muet - 1,33:1 ou 1,37:1[4] - 35 mm[4],[5]
- Longueur de pellicule : 805 pieds (245 mètres[5])
- Durée : 13 minutes (à 16 images par seconde)[3]
- Date de sortie : 16 octobre 1908

## Distribution
Les noms des personnages proviennent de l'Internet Movie Database.
- Arthur V. Johnson : une personne à la réception / une personne au bar
- Florence Lawrence : une personne à la réception / une personne au bar
- Harry Solter : Gonzales
- Jeanie Macpherson
- Frank Evans
- Linda Arvidson
- Wilfred Lucas
- Gladys Egan : la petite fille
- Mack Sennett : une personne à la réception / une personne au bar
- Charles Inslee : Renaldo
- George Gebhardt : une personne à la réception / une personne au bar[4],[6]

## Production
- Les scènes du film ont été tournées les 31 août et 1er septembre 1908 dans les studios de la Biograph à New York.